# St. Ägidius (Pelchenhofen)

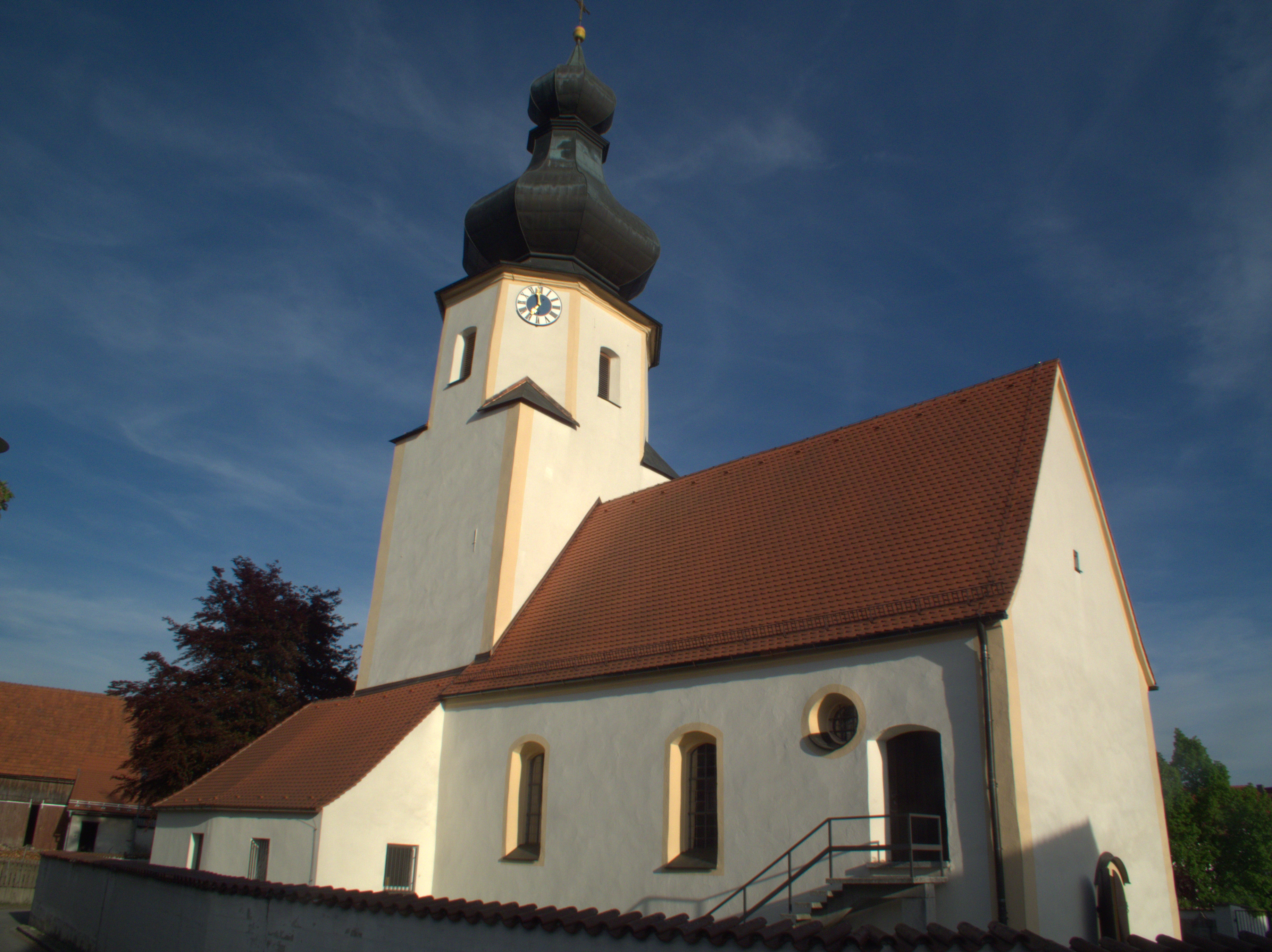
St. Ägidius (Pelchenhofen)

Die römisch-katholische, denkmalgeschützte Pfarrkirche St. Ägidius steht in Pelchenhofen, einem Gemeindeteil der Großen Kreisstadt Neumarkt in der Oberpfalz im Landkreis Neumarkt in der Oberpfalz. Sie gehört zum Bistum Eichstätt. Das Bauwerk ist unter der Denkmalnummer D-3-73-147-80 als Baudenkmal in die Bayerische Denkmalliste eingetragen. Kirchenpatron ist der hl. Ägidius, einer der vierzehn Nothelfer.

## Beschreibung
Die im 18. Jahrhundert umgestaltete Saalkirche besteht aus einem Langhaus, das mit einem Satteldach bedeckt ist, und einem gotischen Chorturm im Osten, dessen oberstes Geschoss den Glockenstuhl beherbergt, in dem drei Kirchenglocken hängen. Der Chorturm wird von einem Strebepfeiler an der Südostecke gestützt. Er ist mit einer Zwiebelhaube bedeckt, die von einer kleineren Zwiebelhaube bekrönt wird.
Der Innenraum des Langhauses ist mit einer Decke mit Hohlkehle überspannt. Die Deckenmalereien stammen von dem Nazarener Georg Lang. Sie zeigen Szenen aus dem Leben des Kirchenpatrons und die vier Evangelisten. Auf dem Triumphbogen ist das Buch mit den sieben Siegeln mit dem Lamm dargestellt, begleitet von zwei Engeln. Zur Kirchenausstattung gehört ein um 1750 gebauter Hochaltar sowie zwei Seitenaltäre, deren Altarretabel 1824 im Stil der Nazarener erneuert wurden. Seitlich des Hochaltars stehen die Statuen des Benedikt und des Bernhard von Clairvaux.